# Доминиканска Република на Светском првенству у атлетици на отвореном 2022.
Доминиканска Република је на 18. Светском првенству у атлетици на отвореном 2022. одржаном у Јуџину  од 15. до 25. јула учествовала шеснаести пут. Репрезентацију Доминиканске Републике представљало су 7 атлетичара (4 мушкарца и 3 жене), који су се такмичили у 6 дисциплина (3 мушке, 2 женске и 1 мешовита).,
На овом првенству Доминиканска Република је по броју освојених медаља делила 13. место са 2 освојене медаље (1 златна и 1 сребрна).. У табели успешности према броју и пласману такмичара који су учествовали у финалним такмичењима (првих 8 такмичара) Доминиканска Република је са 4 учесника у финалу делила 21. место са 22 бода.
| Плас. | Земља                  | 1. место | 2. место | 3. место | 4. место | 5. место | 6. место | 7. место | 8. место | Бр. финал. | Бод. |
| ----- | ---------------------- | -------- | -------- | -------- | -------- | -------- | -------- | -------- | -------- | ---------- | ---- |
| =21.  | Доминиканска Република | 1        | 1        | 0        | 0        | 1        | 1        | 0        | 0        | 4          | 22   |

## Учесници
| Мушкарци: - Алекандер Огандо — 200 м, 4х400 м (м+ж) - Јанкарлос Мартинез — 200 м - Лидио Андрес Фелиз — 400 м, 4х400 м (м+ж) - Хуандер Сантос — 400 м препоне | Жене: - Мариледи Паулино — 400 м, 4х400 м (м+ж) - Фиордализа Кофил — 400 м, 4х400 м (м+ж) - Ана Лусија Хосе Тима — Троскок |  |

## Освајачи медаља (2)

### злато (1)
- Лидио Андрес Фелиз (м), Марилејди Паулино (ж) 
 Алекандер Огандо (м), Фиордализа Кофил (ж) — штафета 4 × 400 м

### сребро (1)
- Мариледи Паулино — 400 м

## Резултати

### Мушкарци
| Атлетичар          | Дисциплина    | Лични рекорд | Квалификације           | Квалификације | Полуфинале           | Полуфинале           | Финале                | Финале       | Детаљи |
| Атлетичар          | Дисциплина    | Лични рекорд | Резултат                | Место         | Резултат             | Место                | Резултат              | Место        | Детаљи |
| ------------------ | ------------- | ------------ | ----------------------- | ------------- | -------------------- | -------------------- | --------------------- | ------------ | ------ |
| Алекандер Огандо   | 200 м         | 20,03 НР     | 20,01 (.008) КВ, НР, ЛР | 1. у гр. 4    | 19,91 КВ, НР, ЛР     | 1. у гр. 1           | 19,93                 | 5 / 44 (49)  |        |
| Јанкарлос Мартинез | 200 м         | 20,17        | 20,13 кв                | 4. у гр. 3    | 20,21 ЛРС            | 4. у гр. 3           | Нису се квалификовали | 10 / 44 (49) |        |
| Лидио Андрес Фелиз | 400 м         | 44,64        | 45,87 КВ                | 3. у гр. 6    | 46,19                | 7. у гр. 1           | Нису се квалификовали | 22 / 41      |        |
| Хуандер Сантос     | 400 м препоне | 48,59        | 58,80                   | 7. у гр. 3    | Није се квалификовао | Није се квалификовао | Није се квалификовао  | 35 / 35 (37) |        |

### Жене
| Атлетичарка          | Дисциплина | Лични рекорд | Квалификације    | Квалификације | Полуфинале   | Полуфинале | Финале   | Финале  | Детаљи |
| Атлетичарка          | Дисциплина | Лични рекорд | Резултат         | Место         | Резултат     | Место      | Резултат | Место   | Детаљи |
| -------------------- | ---------- | ------------ | ---------------- | ------------- | ------------ | ---------- | -------- | ------- | ------ |
| Мариледи Паулино     | 400 м      | 49,20 НР     | 50,76 (.754) КВ  | 1. у гр. 4    | 49,98 КВ     | 1. у гр. 3 | 49,60    |         |        |
| Фиордализа Кофил     | 400 м      | 50,38        | 51,19 КВ         | 1. у гр. 5    | 50,14 КВ, ЛР | 1. у гр. 2 | 50,57    | 6 / 43  |        |
| Ана Лусија Хосе Тима | троскок    | 14,49 НР     | 14,52 КВ, НР, ЛР | 2. у гр. Б    |              |            | 14,13    | 10 / 28 |        |

### Мешовито
| Атлетичари                                                                             | Дисциплина | Лични рекорд | Квалификације   | Квалификације | Полуфинале | Полуфинале | Финале          | Финале | Детаљи |
| Атлетичари                                                                             | Дисциплина | Лични рекорд | Резултат        | Место         | Резултат   | Место      | Резултат        | Место  | Детаљи |
| -------------------------------------------------------------------------------------- | ---------- | ------------ | --------------- | ------------- | ---------- | ---------- | --------------- | ------ | ------ |
| Лидио Андрес Фелиз (м) Марилејди Паулино (ж) Алекандер Огандо (м) Фиордализа Кофил (ж) | 4 х 400 м  | 3:10,21 НР   | 3:13,22 КВ, НРС | 1. у гр. 2    |            |            | 3:09,82 СРС, НР |        |        |